# Stenasellus galhanoae
Stenasellus galhanoae là một loài chân đều trong họ Stenasellidae. Loài này được Braga miêu tả khoa học năm 1962.